# Machen
Machen és una localitat situada al comtat de Caerphilly, a Gal·les (Regne Unit), amb una població estimada a mitjan 2016 de 2.360 habitants.
Està situada al sud de Gal·les, a poca distància al nord de Cardiff i del canal de Bristol.